# Barbus jacksoni
Barbus jacksoni är en fiskart som beskrevs av Günther, 1889. Barbus jacksoni ingår i släktet Barbus och familjen karpfiskar. IUCN kategoriserar arten globalt som livskraftig. Inga underarter finns listade.